# Институт биофизики клетки РАН
Институт биофизики клетки — научно-исследовательский институт Российской Академии Наук, занимающийся исследованием биофизики клетки.

## Общие сведения
Институт биофизики клетки (ИБК РАН) был основан организован в 1990 году при разделе Института биологической физики АН СССР, основанного в 1952 году.
Институт находится в городе Пущино и функционирует в составе Пущинского научного центра РАН, является соучредителем журнала «Биофизика».

## Направления работ
- Рецепция и внутриклеточная сигнализация: молекулярные механизмы передачи сигнала в сенсорных, иммунных, нервных и других клеточных системах.
- Механизмы клеточного стресса. Гибернация. Криоконсервация клеток. Клеточная инженерия.
- Создание генетического криобанка редких и исчезающих видов живых существ..
- Механизмы действия электромагнитных и акустических полей, а также ионизирующих излучений на клетку и клеточные системы.
- Исследование структуры и функциональных свойств биомолекул. Конформационная подвижность биополимеров. Принципы стабилизации структуры белков и надмолекулярных комплексов.
- Медицинские аспекты клеточной биологии. Молекулярные механизмы клеточных патологий. Поиск средств их диагностики и коррекции.

## Структура
- Лаборатория механизмов рецепции (чл.-корр. РАН Е. Е. Фесенко)
- Лаборатория клеточной нейробиологии (к.б.н. В. Г. Сафронова)
- Лаборатория внутриклеточной сигнализации (проф. д.б.н. В. П. Зинченко)
- Лаборатория механизмов функционирования клеточного генома (д.б.н. С. Г. Камзолова)
- Лаборатория структуры и динамики биомолекулярных систем (к.ф.-м.н. М. С. Кондратьев)
- Лаборатория регуляции апоптоза (д.б.н. М. Г. Винокуров)
- Лаборатория механизмов сердечных аритмий (проф. д.б.н. Н. И. Кукушкин)
- Лаборатория механизмов природных гипометаболических состояний (к.б.н. Н. М. Захарова)
- Лаборатория микроспектрального анализа клеток и клеточных систем (к.б.н. В. Н. Карнаухов)
- Лаборатория криоконсервации генетических ресурсов (к.б.н. Э. Н. Гахова)
- Лаборатория регуляции в биомедицинских системах (проф. д.ф.-м.н. А. Б. Гапеев)
- Лаборатория биологических эффектов неионизирующих излучений (д.б.н. Т. Н. Пашовкин)
- Лаборатория структуры и функции редокс-белков (д.б.н. Г. Б. Постникова)
- Лаборатория культур клеток и клеточной инженерии (д.б.н. О. С. Моренков)
- Лаборатория клеточных механизмов патологии памяти (к.б.н. Н. В. Бобкова)
- Лаборатория функциональной геномики и клеточного стресса (проф.д.б.н. О. Н. Озолинь)
- Лаборатория молекулярной физиологии клетки (д.б.н. С. С. Колесников)

## Вспомогательные подразделения
- Лаборатория методов исследования клетки с использованием синхротронного излучения (д.т. н. В. Н. Корнеев)
- Учебно-научный центр «Биология клетки» (чл.-корр. РАН Е. Е. Фесенко)
- Оптико-спектральный кабинет (В. А. Яшин)
- Кабинет электронной микроскопии (С. С. Хуцян)
- Группа источников излучений (Е. Г. Мозговой)
- Лаборатория контрольно-измерительных приборов (А. А. Будницкий)
- Группа информационно-технического обслуживания (д.ф.-м.н. В. М. Комаров)
- Транспортно-экспедиционный участок
- Виварий
- Оранжерея

## Дирекция
- Директор института — Фесенко, Евгений Евгеньевич, чл.-корр. РАН, профессор. С 1983 г. — заместитель директора, а с 1987 г. по 1990 г. — директор Института биологической физики АН СССР. С 1991 г. — директор Института биофизики клетки РАН.
- Зам. директора по научной работе — Комаров Владислав Михайлович, д.ф.-м.н.
- Зам. директора по научной работе — Моренков Олег Сергеевич, д.б.н.
- Зам. директора по общим вопросам — Плаксин Анатолий Васильевич
- Учёный секретарь — Масулис Ирина Станиславовна, к.б.н.

## Адрес института
Россия, 142290, г.Пущино, Московская область, Институтская, 3, ИБК РАН.